# Kazimierz Wójcik (filozof)
Kazimierz Wójcik (ur. 17 listopada 1932 w Klecie k. Jasła) – doktor, pracownik naukowo-dydaktyczny KUL, historyk filozofii.

## Życiorys
Maturę uzyskał w 1951 roku w Liceum Ogólnokształcącym im. Marii Skłodowskiej-Curie w Kołaczycach. W latach 1954–1956 studiował psychologię na Wydziale Filozofii, a po rocznej przerwie kontynuował studia w Sekcji Filozofii Teoretycznej. Magisterium obronił w 1962 na podstawie pracy Anonimowy wykład wstępny do I księgi „Sentencji”; P. Lombardu w rkp B. I. 1525 („Materiały do Historii Filozofii Średniowiecznej w Polsce”; 12(1970), z. 1, s. 115–159), którą promował ks. M. Kurdziałek. W 1971 r. obronił pracę doktorską pod promocją ks. M. Kurdziałka. za rozprawę Jana z Kluczborka wykład wstępny do I księgi „Sentencji”; Piotra Lombarda. W 1963 r. został zatrudniony na Wydziale Filozofii jako asystent w Katedrze Historii Filozofii Starożytnej i Wczesnego Średniowiecza, a w latach 1965–1971 jako starszy asystent, po czym został adiunktem (1971–1983) i starszy wykładowca (w 1983–1994; 1991–1994 w Katedrze Filozofii w Polsce). W 1995 przeszedł na emeryturę.

### Staże naukowe i stypendia
Odbył staże naukowe w katolickich uniwersytetach w Nijmegen (1977, 1980/1981) oraz Louvain-la-Neuve (1981/1982, 1986). Był także stypendystą Universita Cattolica del Sacro Cuore w Mediolanie (1990). Ukończył kurs języka i kultury francuskiej w Instytucie Katolickim w Paryżu (1974).

### Działalność dydaktyczna
Na Wydziale Filozofii prowadził zajęcia dydaktyczne:
- ćwiczenia z nauk pomocniczych historii filozofii (1963–1968),
- historii filozofii polskiej (1968–1975),
- proseminarium z nauk pomocniczych historii filozofii, ćwiczenia z historii filozofii starożytnej i średniowiecznej oraz wykład z historii filozofii polskiej (1971–1993),
- ćwiczenia z filozoficznych tekstów łacińskich (1974–1993),

Ponadto:
- ćwiczenia z historii filozofii starożytnej i średniowiecznej prowadził na Wydziale Teologii (1972–1974) oraz Wydziale Prawa (1983–1985);
- wykład i ćwiczenia ze wstępu do badań historycznych na Wydziale Nauk Humanistycznych (1982–1993);
- po przejściu na  emeryturę wykładał historię filozofii na Wydział Zamiejscowy Nauk Prawnych i Ekonomicznych (1996–2006).

Gościnnie wygłaszał prelekcje na uniwersytecie w Trnawie (1997) oraz w Studium Filozoficzno-Etyczno-Społecznym im. Jana Pawła II przy Polskiej Misji Katolickiej we Francji (2004).

## Działalność naukowa
Jego głównym obszarem działalności naukowej była historia filozofii średniowiecznej, a w niej najwięcej czasu poświęcał filozofii polskiej w wiekach średnich, a także kodykologią i edycją tekstów średniowiecznych.
Jest autorem książki Jan z Kluczborka. Filozof i teolog Uniwersytetu Krakowskiego (Lublin 1995) oraz artykułów: Zarys dziejów historii filozofii na Katolickim Uniwersytecie Lubelskim (RF 17(1969), z. 1, s. 171–208), Jan z Kluczborka („Materiały do Historii Filozofii Średniowiecznej w Polsce”; 15 (1971), s. 75–150), Mowy promocyjne i kwestie egzaminacyjne wygłoszone przez Jana z Kluczborka na wydziale atrium Uniwersytetu Krakowskiego w początku XV wieku (tamże 17 (1973), s. 207–250), Jana Frankensteina rekomendacja brata Hermana OP wraz z kwestią dyskutowaną z okazji nadania Hermanowi doktoratu z teologii na Uniwersytecie (tamże 18 (1974), s. 13–52), 30-lecie Wydziału Filozofii Chrześcijańskiej Katolickiego Uniwersytetu Lubelskiego (BInfKUL 10(1976), s. 3–11), Recepcja pism Św. Bonawentury w Polsce w świetle rękopisów Biblioteki Uniwersytetu Jagiellońskiego (w: Św. Bonawentura. Życie i myśl, red. S.C. Napiórkowski, I.E. Zieliński, Niepokalanów 1976, s. 475–480), Kontakty intelektualne z Litwą. Litwini na Uniwersytecie Krakowskim (w: Chrzest Litwy, red. M. Zahajkiewicz, Lublin 1990, s. 231–240), Le sujet de la metaphysiaue d'apres le Commentaire de Marsile d'Tnghen sur la „Metaphysiaue”; d'Aristote (w: Marsilius von Inghen. Werk und Wirkung, Lublin 1993, s. 217–225), Problem różnicy istoty i istnienia według Marsyliusza z Inghen w oparciu o jego komentarz do „Metafizyki”; Arystotelesa („Acta Mediaevalia”; 18(2005), s. 411–441).
Były członek Komitetu Organizacyjnego Obchodów Jubileuszu 75-lecia KUL oraz członek komitetu redakcyjnego Księgi pamiątkowej w 75-lecie KUL (Lublin 1994). Pełnił funkcję redaktora naukowego działów Filozofia polska i Filozofia średniowieczna w Powszechnej encyklopedii filozofii oraz działu Filozofia średniowieczna w Encyklopedii filozofii polskiej, jest autorem ok. 80 zawartych w nich haseł. Ponadto opublikował 18 haseł w Encyklopedii katolickiej i 5 w Filozofii w Polsce. Słowniku pisarzy (Wrocław 1971). Wraz z Zakładem Historii Filozofii Starożytnej i Średniowiecznej PAN opracował ponad 80 katalogowych opisów średniowieczych rękopisów łacińskich z zakresu filozofii i teologii zachowanych w Bibliotece Jagiellońskiej w Krakowie.